# 王文濤
王文濤（おう ぶんとう、簡体字：王文涛、繁体字：王文濤、英語：Wang Wentao、ワン・ウェンタオ、1964年5月 - ）は、中華人民共和国の政治家、官僚。商務部長、党組書記を務めている。

## 経歴
1964年5月に江蘇省南通市で誕生する。1985年7月に復旦大学哲学系哲学学科を卒業し、その後は上海航天職工大学教授を務めた。
- 1998年10月 上海市松江区五庫鎮党委員会副書記、鎮長に転出する。
- 2000年3月 五庫鎮党委員会書記に昇格した。
- 2001年1月 松江区泖港鎮党委書記に就任する。
- 2001年11月 松江区発展計画委員会主任、党組書記、松江区副区長兼松江工業園区管理委員会主任、輸出加工区管理委員会主任、科学技術園区管理委員会主任を担当した。
- 2004年3月 雲南省昆明市党委員会副書記、常務副市長に転出。2004年11月 昆明市党委員会副書記、代行市長を務める。2005年2月 市長に当選した。
- 2007年6月 上海市に戻り、黄浦区党委員会副書記、区長代行、区長を担当した。
- 2008年2月 黄浦区党委員会書記に昇格した。
- 2011年4月23日 江西省党委員会常務委員、南昌市党委員会書記を担当し、副部級に昇進した。
- 2015年3月25日 山東省党委員会常務委員、済南市党委員会書記を担当した[1]。
- 2017年4月2日 山東省党委副書記に任命される[2]。
- 2018年3月 党務に転じて黒竜江省に赴任し、黒竜江省党委員会副書記、黒竜江省党組書記に就任した。黒竜江省第13期人民代表大会常務委員会第2回会議で3月26日に陸昊省長の辞職願を受理し、王文濤を副省長、省長代行に任命することが決定された[3]。黒竜江省第13期人民代表大会第2回で5月15日に省長代行の王文濤が省長に選出された[4]。
- 2020年11月 党中央委員会は王文濤が商務部党組書記に転任することが決定した[5]。